# Županija Dalarna
Županija Dalarna (šved. Dalarnas län) županija je u središnjoj Švedskoj. Graniči sa susjednim švedskim županijama Jämtland, Gävleborg, Västmanland, Örebro i Värmland, te svojim zapadnim dijelom s norveškim županijama Hedmark i Sør-Trøndelag. Administrativno je podijeljena na petnaest općina, a glavni grad je Falun.

## Općine
| Älvdalen Avesta Borlänge Falun Gagnef | Hedemora Leksand Ludvika Malung-Sälen Mora | Orsa Rättvik Säter Smedjebacken Vansbro |

### Naselja po općinama
| #   | Naselje                          | Br. stan.   | Općina       | Županija |
| --- | -------------------------------- | ----------- | ------------ | -------- |
| 1   | Älvdalen                         |             | Älvdalen     | Dalarna  |
| 2   | Alvik                            |             | Leksand      | Dalarna  |
| 3   | Äppelbo                          |             | Vansbro      | Dalarna  |
| 4   | Åsen                             |             | Älvdalen     | Dalarna  |
| 5   | Avesta                           |             | Avesta       | Dalarna  |
| 6   | Bäsna                            |             | Gagnef       | Dalarna  |
| 7   | Bengtsheden                      |             | Falun        | Dalarna  |
| 8   | Bergkarlås                       |             | Mora         | Dalarna  |
| 9   | Björbo                           |             | Gagnef       | Dalarna  |
| 10  | Bjursås                          |             | Falun        | Dalarna  |
| 11  | Blötberget                       | 529         | Ludvika      | Dalarna  |
| 12  | Boda, Švedska                    |             | Rättvik      | Dalarna  |
| 13  | Bonäs                            |             | Mora         | Dalarna  |
| 14  | Borlänge (sjedište)              |             | Borlänge     | Dalarna  |
| 15  | Brunnsberg                       |             | Älvdalen     | Dalarna  |
| 16  | Danholn                          |             | Falun        | Dalarna  |
| 17  | Djura                            |             | Leksand      | Dalarna  |
| 18  | Djurås (sjedište)                |             | Gagnef       | Dalarna  |
| 19  | Djurmo                           |             | Gagnef       | Dalarna  |
| 20  | Evertsberg                       |             | Älvdalen     | Dalarna  |
| 21  | Falun (sjedište)                 |             | Falun        | Dalarna  |
| 22  | Färnäs                           |             | Mora         | Dalarna  |
| 23  | Floda, Gagnef                    |             | Gagnef       | Dalarna  |
| 24  | Fors                             |             | Avesta       | Dalarna  |
| 25  | Fredriksberg, Švedska            | 741         | Ludvika      | Dalarna  |
| 26  | Furudal                          |             | Rättvik      | Dalarna  |
| 27  | Gagnef                           |             | Gagnef       | Dalarna  |
| 28  | Garpenberg                       |             | Hedemora     | Dalarna  |
| 29  | Gesunda                          |             | Mora         | Dalarna  |
| 30  | Gonäs                            | 432         | Ludvika      | Dalarna  |
| 31  | Grangärde                        | 374         | Ludvika      | Dalarna  |
| 32  | Grängesberg                      | 3 356       | Ludvika      | Dalarna  |
| 33  | Grycksbo                         |             | Falun        | Dalarna  |
| 34  | Gubbo                            |             | Smedjebacken | Dalarna  |
| 35  | Gulleråsen                       |             | Rättvik      | Dalarna  |
| 36  | Hagge                            |             | Smedjebacken | Dalarna  |
| 37  | Halvarsgårdarna                  |             | Borlänge     | Dalarna  |
| 38  | Häradsbygden                     |             | Leksand      | Dalarna  |
| 39  | Hedemora (sjedište)              |             | Hedemora     | Dalarna  |
| 40  | Horndal                          |             | Avesta       | Dalarna  |
| 41  | Husby, Hedemora                  |             | Hedemora     | Dalarna  |
| 42  | Idkerberget                      |             | Borlänge     | Dalarna  |
| 43  | Idre                             |             | Älvdalen     | Dalarna  |
| 44  | Insjön                           |             | Leksand      | Dalarna  |
| 45  | Järna, Vansbro                   |             | Vansbro      | Dalarna  |
| 46  | Klitten                          |             | Älvdalen     | Dalarna  |
| 47  | Krylbo (dio Aveste)              |             | Avesta       | Dalarna  |
| 48  | Landforsen/Håksberg              | 438         | Ludvika      | Dalarna  |
| 49  | Långshyttan                      |             | Hedemora     | Dalarna  |
| 50  | Leksand (sjedište)               |             | Leksand      | Dalarna  |
| 51  | Lima, Švedska                    | 418         | Malung-Sälen | Dalarna  |
| 52  | Limedsforsen                     | 443         | Malung-Sälen | Dalarna  |
| 53  | Linghed                          |             | Falun        | Dalarna  |
| 54  | Ludvika                          | 13 724      | Ludvika      | Dalarna  |
| 55  | Ludvika, Smedjebacken (mali dio) |             | Smedjebacken | Dalarna  |
| 56  | Malung (sjedište)                | 5 146       | Malung-Sälen | Dalarna  |
| 57  | Malungsfors                      | 559         | Malung-Sälen | Dalarna  |
| 58  | Mockfjärd                        |             | Gagnef       | Dalarna  |
| 59  | Mora, Švedska (sjedište)         |             | Mora         | Dalarna  |
| 60  | Mora, Säter                      |             | Säter        | Dalarna  |
| 61  | Naglarby och Enbacka             |             | Säter        | Dalarna  |
| 62  | Nås                              |             | Vansbro      | Dalarna  |
| 63  | Nedre G ärdsjö                   |             | Rättvik      | Dalarna  |
| 64  | Norr Amsberg                     |             | Borlänge     | Dalarna  |
| 65  | Nusnäs                           |             | Mora         | Dalarna  |
| 66  | Nyhammar                         | 682         | Ludvika      | Dalarna  |
| 67  | Öje                              | 202 (2000.) | Malung-Sälen | Dalarna  |
| 68  | Öna                              |             | Mora         | Dalarna  |
| 69  | Ornäs                            |             | Borlänge     | Dalarna  |
| 70  | Orsa (sjedište)                  |             | Orsa         | Dalarna  |
| 71  | Östnor                           |             | Mora         | Dalarna  |
| 72  | Persbo/Gräsberg                  |             | Ludvika)     |          |
| 73  | Rättvik (sjedište)               |             | Rättvik      | Dalarna  |
| 74  | Repbäcken                        |             | Borlänge     | Dalarna  |
| 75  | Rot, Älvdalen                    |             | Älvdalen     | Dalarna  |
| 76  | Sågmyra                          |             | Falun        | Dalarna  |
| 77  | Sälen                            | 508         | Malung-Sälen | Dalarna  |
| 78  | Särna                            |             | Älvdalen     | Dalarna  |
| 79  | Säter (sjedište)                 |             | Säter        | Dalarna  |
| 80  | Saxdalen                         | 752         | Ludvika      | Dalarna  |
| 81  | Selja                            |             | Mora         | Dalarna  |
| 82  | Sifferbo                         |             | Gagnef       | Dalarna  |
| 83  | Siljansnäs                       |             | Leksand      | Dalarna  |
| 84  | Skattungbyn                      |             | Orsa         | Dalarna  |
| 85  | Smedjebacken (sjedište)          |             | Smedjebacken | Dalarna  |
| 86  | Söderbärke                       |             | Smedjebacken | Dalarna  |
| 87  | Sollerön                         |             | Mora         | Dalarna  |
| 88  | Solvarbo                         |             | Säter        | Dalarna  |
| 89  | Sörvik                           | 540         | Ludvika      | Dalarna  |
| 90  | Sundborn                         |             | Falun        | Dalarna  |
| 91  | Sunnansjö                        | 758         | Ludvika      | Dalarna  |
| 92  | Svärdsjö                         |             | Falun        | Dalarna  |
| 93  | Tällberg                         |             | Leksand      | Dalarna  |
| 94  | Toftbyn                          |             | Falun        | Dalarna  |
| 95  | Torsång                          |             | Borlänge     | Dalarna  |
| 96  | Transtrand                       | 373         | Malung-Säle  | Dalarna  |
| 97  | Vad                              |             | Smedjebacken | Dalarna  |
| 98  | Våmhus                           |             | Mora         | Dalarna  |
| 99  | Vansbro                          |             | Vansbro      | Dalarna  |
| 100 | Väsa                             |             | Älvdalen     | Dalarna  |
| 101 | Västanvik                        |             | Leksand      | Dalarna  |
| 102 | Västerby                         |             | Hedemora     | Dalarna  |
| 103 | Västermyckeläng                  |             | Älvdalen     | Dalarna  |
| 104 | Vattnäs                          |             | Mora         | Dalarna  |
| 105 | Venjan                           |             | Mora         | Dalarna  |
| 106 | Vika                             |             | Falun        | Dalarna  |
| 107 | Vikarbyn                         |             | Rättvik      | Dalarna  |
| 108 | Vikmanshyttan                    |             | Hedemora     | Dalarna  |
| 109 | Vinäs                            |             | Mora         | Dalarna  |
| 110 | Yttermalung                      | 216         | Malung-Sälen | Dalarna  |

Osim podataka o brojci stanovnika po naseljima u ostatku općine Ludvika 2004. godine živjelo je 2967 stanovnika.